# École de Salamanque

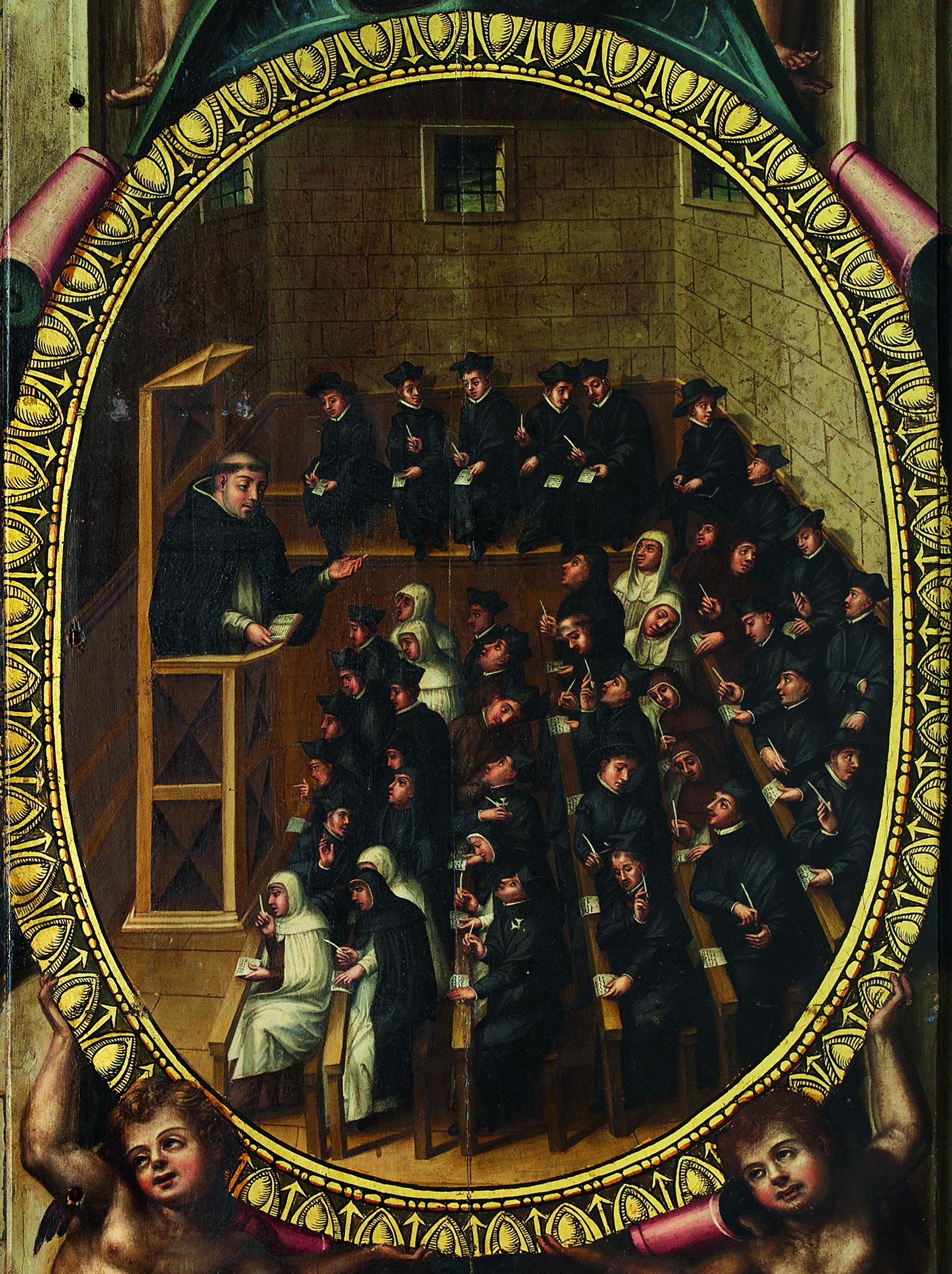
Représentation d'une salle de classe de l'université de Salamanque, par Martín de Cervera (1614).

L'École de Salamanque (en espagnol : Escuela de Salamanca) est le nom que des économistes du XXe siècle, notamment Joseph Schumpeter, donnèrent à un groupe de théologiens et juristes espagnols du XVIe siècle liés à l'ancienne université de Salamanque,,,, menés par Francisco de Vitoria, qui réinterprétèrent la pensée de Thomas d'Aquin et postulèrent que les sources de la justice, du droit et de la morale ne doivent plus être recherchées dans les textes sacrés ou les traditions, mais dans l'examen de la nature à la lumière de la raison.

## Histoire

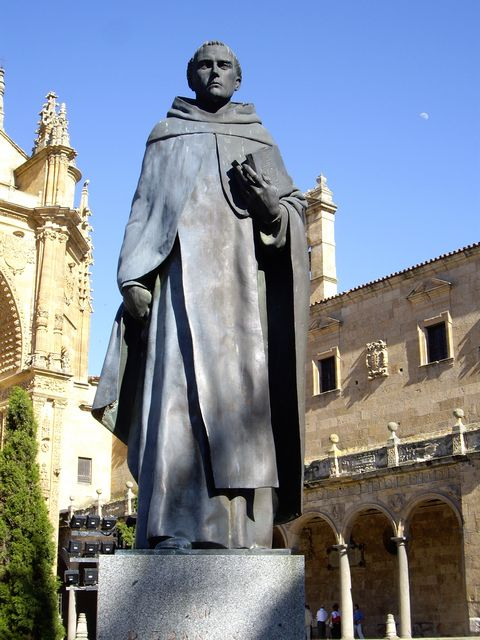
Statue de Francisco de Vitoria à Salamanque, Espagne.

Lorsque la Renaissance se fut propagée dans toute l'Europe, au début du XVIe siècle, les conceptions traditionnelles de l'homme, de sa relation avec Dieu et avec le monde avaient été ébranlées par l'apparition de l'humanisme, par la Réforme, par les grandes découvertes et leurs conséquences sur les connaissances (géographiques en particulier). Ces nouvelles questions furent abordées par l'École de Salamanque.
Les dominicains Francisco de Vitoria (+1546), Domingo de Soto (1560) et Melchor Cano (+1560), puis Martín d'Azpilcueta (ou Azpilicueta), Tomás de Mercado ou le jésuite Francisco Suárez, tous jusnaturalistes et moralistes, sont les fondateurs d'une école théologique et juridique qui renouvela le thomisme à l'époque de la Réforme. Les sujets d'études se concentrent principalement sur le droit des gens ou de la guerre, l'homme et ses problèmes pratiques (moraux, accessoirement des questions économiques), mais il ne s'agit pas d'un corpus véritablement unique admis par tous, comme le prouvent les désaccords ou, même, les aigres polémiques entre eux.
Par l'ampleur des domaines traités, on a coutume de distinguer deux écoles, celle des Salmanticenses et celle des Conimbricenses. La première commencerait avec Francisco de Vitoria (vers 1483-1546), et arrive à son apogée avec Domingo de Soto (1494-1560) et Melchor Cano (1509-1560). L'école des Conimbricenses est formée par les Jésuites qui, depuis la fin du XVIe siècle ont pris la relève intellectuelle des Dominicains. Parmi les Jésuites on trouve des noms aussi connus que Luis de Molina (1535-1600) et Francisco Suárez (1548-1617).
Au XVIIe siècle, Salamanque reste une référence pour l'enseignement du droit. En 1627 le peintre Juan Andres Ricci devenu bénédictin à Montserrat en 1627, y fut envoyé étudier cette discipline.

## Droit et justice
La doctrine juridique de l'École de Salamanque a signifié la fin des concepts médiévaux du Droit, avec une revendication de liberté inhabituelle dans l'Europe de l'époque. Les droits naturels de l'homme sont devenus, d'une manière ou d'une autre, le centre d'intérêt, tant pour ceux relatifs au corps (droit à la vie, à la propriété) que ceux liés à l'esprit (droit à la liberté de pensée, à la dignité).

### Droit naturel
Les membres de l'École de Salamanque furent les premiers à donner au concept de droit naturel une approche moderne : ainsi, selon Lessius, le droit naturel découle de la nature rationnelle et de l'état naturel et inhérent des choses : il est en cela immuable, au contraire du droit positif qui découle de la volonté divine ou humaine.
Les juristes et théologiens revendiquèrent ainsi le pouvoir d'évaluer le droit positif au regard de sa conformité avec le droit naturel. Pour Domingo de Soto, la tâche des théologiens est ainsi d'évaluer les fondements moraux du droit civil. C'est ainsi qu'il put, par exemple, critiquer la nouvelle organisation des institutions de bienfaisances en Espagne, sous prétexte qu'elles enfreignaient les droits naturels des pauvres ou que Juan de Mariana put considérer comme obligatoire le consentement de la population aux impôts et aux dévaluations monétaires.

### Souveraineté

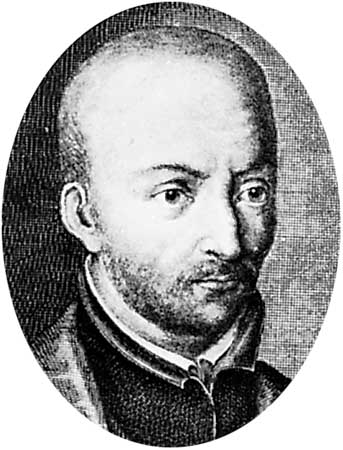
Gravure de Luis de Molina

L'École de Salamanque a distingué deux pouvoirs, le domaine naturel ou civil, et le domaine surnaturel, qui ne se différenciaient pas au Moyen Âge. Une conséquence directe de la séparation des pouvoirs est que le roi ou l'empereur n'a pas d'autorité sur les âmes, ni le pape de pouvoir temporel. Ils sont allés jusqu'à proposer que le pouvoir du dirigeant avait ses limites. Ainsi, selon Luis de Molina une nation est analogue à une société marchande dans laquelle les dirigeants seraient les administrateurs, mais où le pouvoir réside dans l'ensemble de ses administrés considérés individuellement. Toutefois, le pouvoir de la société sur l'individu est plus grand que celui-ci de l'individu sur lui-même, puisque le pouvoir du dirigeant est une émanation du pouvoir divin.
La couronne anglaise étendait la théorie du pouvoir royal par volonté divine (le seul récepteur légitime de l'émanation du pouvoir de Dieu est le roi), de telle manière que les sujets pouvaient seulement respecter les ordres pour ne pas contrevenir à cette intention. Face à cette théorie, divers membres de l'École ont soutenu que le peuple est le récepteur de la souveraineté, lequel la transmet au prince dirigeant selon diverses conditions. Le principal promoteur de cette thèse a été probablement Francisco Suárez, dont l'ouvrage Defensio Fidei Catholicae adversus Anglicanae sectae errores (1613) a été le meilleur plaidoyer de l'époque de la souveraineté du peuple. Les hommes naissent libres par nature et non pour servir un autre homme, et peuvent désobéir et même détrôner un souverain injuste. Tout comme Luis de Molina, il affirme que le pouvoir politique n'appartient à personne en particulier, mais il se différencie de ce dernier en considérant que le récepteur est le peuple comme un tout, non comme un ensemble d'individus souverains. Pour Suárez le pouvoir politique de la société est contractuel dans son origine parce que la communauté se forme par le consensus des libres volontés. La conséquence de cette théorie contractuelle est que la forme de gouvernement naturel est la démocratie, tandis que l'oligarchie ou la monarchie apparaissent comme institutions secondaires, qui ne sont justes que si elles sont le choix du peuple.

### Droit des personnes et droit international

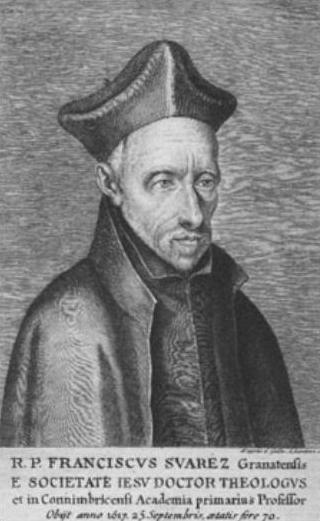
Francisco Suárez

Francisco de Vitoria a peut-être été le premier à développer une théorie sur le jus gentium (droit des personnes) qui sans aucun doute peut être qualifié de moderne. Il a développé ses idées d'un pouvoir souverain légitime sur la société au cadre international, en concluant que ce cadre doit aussi être régi par des règles justes et respectueuses des droits de tous. Le bien commun de l'univers est de rang supérieur au bien de chaque État. Cela signifie que les relations entre États ne devaient plus être justifiées par la force, mais être justifiées par le droit et la justice. C'est ce qui fait de Francisco de Vitoria le créateur du droit international.
On décomposa l'ius gentium. Francisco Suárez, qui travaillait déjà sur ces catégories bien distinctes, distinguait entre ius inter gentes et ius intra gentes. Tandis que l'ius inter gentes, qui correspondrait au droit international moderne, était commun à la plupart des pays (étant un droit positif, non naturel, ne doit pas être obligatoire à tous les peuples), l'ius intra gens ou droit civil est spécifique à chaque nation.

### Guerre juste
Puisque la guerre est un des pires maux dont puisse souffrir l'homme, les membres de l'École en déduisirent qu'on ne peut pas y recourir dans toutes les occasions, mais seulement pour éviter un mal plus grand. Il est même préférable d'avoir un accord raisonnable plutôt que d'entamer un conflit. Des exemples de guerre juste sont :
- pour sa propre défense, pourvu qu'il y ait des possibilités de succès. Si elle est condamnée à l'avance à l'échec, cette guerre ne serait qu'une effusion inutile de sang
- Guerre préventive contre un tyran qui est sur le point d'attaquer
- Guerre de punition contre un ennemi coupable

Mais une guerre est licite ou illicite non seulement en fonction du motif déclencheur, mais doit aussi remplir toute une série de "conditions supplémentaires" :
- Il est nécessaire que la réponse soit proportionnée au mal, si on utilise davantage de violence que celle strictement nécessaire, elle en deviendrait injuste.
- Le dirigeant est celui qui doit déclarer la guerre, mais sa décision n'est pas une cause suffisante pour la commencer. Si la population s'y oppose elle est illicite. Évidemment, si le dirigeant veut entreprendre une guerre injuste, il est préférable de le détrôner avant et de le juger.
- Une fois la guerre commencée on ne peut pas tout y faire, comme attaquer des innocents ou tuer des otages, il y a des limites morales.
- Il est nécessaire de rechercher toutes les possibilités de dialogue et de négociation avant de l'entreprendre une guerre, seule est licite la guerre comme dernier recours.

Sont injustes les guerres expansionnistes, le pillage, dans un but de conversion des infidèles ou païens, pour la gloire, etc.

### Conquête de l'Amérique

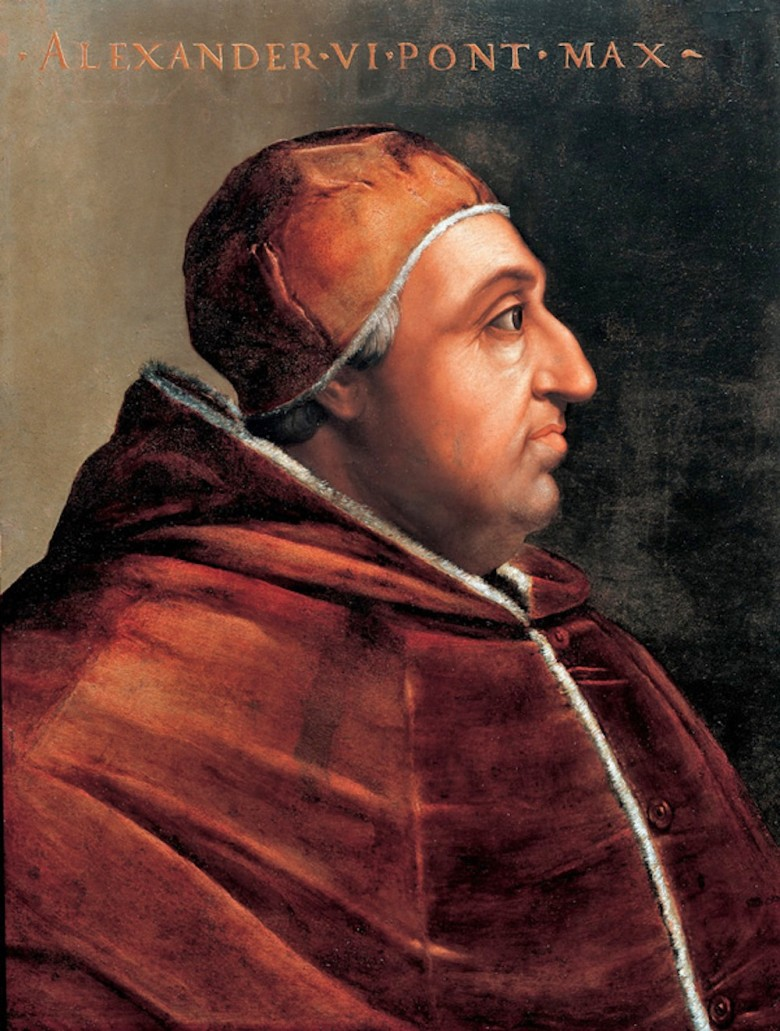
Le pape Alexandre VI

En ce début du colonialisme, l'Espagne a été le seul pays européen dans lequel un groupe important d'intellectuels a proposé d'étudier les conditions de légitimité d'une conquête au lieu d'essayer de la justifier par des motifs traditionnels.
Francisco de Vitoria a commencé son analyse de la conquête en rejetant les titres illégitimes. Il a été le premier à oser nier que les bulles d'Alexandre VI (regroupées sous le terme des Bulles de la Donation) étaient un titre valable de possession des terres découvertes. Pas plus la primauté universelle de l'empereur que l'autorité du Pape (qui manque de pouvoir temporel) n'étaient acceptables, ni une soumission ou une conversion volontaires des indiens d'Amérique. Ils ne pouvaient pas être considérés pécheurs ou peu intelligents, mais étaient libres par nature et propriétaires légitimes de leurs terres. Quand les Espagnols sont arrivés en Amérique ils ne portaient aucun titre légitime pour occuper ces terres qui en avaient déjà.
Vitoria a aussi analysé l'existence possible de motifs qui justifieraient un certain type de domination sur les terres découvertes. Il a trouvé jusqu'à huit titres légitimes de domination.
Le premier qu'il indique, peut-être le plus fondamental, est en rapport avec la communication entre les hommes, qui constituent ensemble une société universelle. L'ius peregrinandi et degendi est le droit de tout être humain de voyager et de traiter sur toute la terre, indépendamment du gouvernement ou de la religion de chaque territoire. Si les Indiens ne permettaient pas le libre passage, il était juste de se défendre, et de rester sur les territoires obtenus par cette guerre.
Le second titre fait référence à un autre droit dont l'empêchement était aussi une cause de guerre juste. Les Indiens pouvaient volontairement rejeter la conversion, mais ne devaient pas empêcher les Espagnols de prêcher, sans quoi on se retrouvait dans une situation analogue à celle du premier titre. Toutefois Vitoria fait remarquer que même si c'était une cause de guerre juste, elle ne serait cependant pas opportune du fait des décès qu'elle pourrait causer. Les titres suivants, de moindre d'importance, sont :
- Si les souverains païens forcent les convertis à retourner à l'idolâtrie.
- S'il y a un nombre suffisant de chrétiens convertis, ils peuvent recevoir du Pape un dirigeant chrétien.
- S'il y a tyrannie ou dommages faits à des innocents (sacrifices humains...)
- En raison de partenaires et d'amis attaqués, comme les Tlaxcaltecas, alliés des Espagnols mais soumis, comme beaucoup de peuples, par les Aztèques.
- Le dernier titre légitime, bien que qualifié par Vitoria lui-même de douteux, est le manque de lois justes, de magistrats, de techniques agricoles, etc. En tout cas, il doit toujours être motivé par la charité chrétienne et pour le bien des Indiens.

Ces titres légitimes et illégitimes n'ont pas satisfait l'empereur Charles Quint, puisqu'ils signifiaient que l'Espagne n'avait aucun droit particulier d'étendre son empire, c'est pourquoi il a tenté d'empêcher - sans grand succès -  les théologiens d'exprimer leurs avis sur ces sujets.

### Droit des contrats
Premier mouvement à systématiser le droit des contrats, l'École de Salamanque fait reposer sa doctrine contractuelle sur deux principes : la liberté et l'équité.
L'École de Salamanque joua un très grand rôle dans la diffusion du consensualisme. Si cette conception avait été reconnue dès le XIIe siècle par les canonistes et l'application du principe pacta sunt servanda, il avait néanmoins fallu attendre le XVIe siècle et l'appel de juristes comme Luis de Molina pour que le droit civil accepte le principe d'opposabilité des contrats en raison du seul consentement des parties. Plus encore, précédé notamment par Leonardus Lessius, Pedro de Oñate ira jusqu'à défendre l'idée d'une liberté contractuelle et d'une théorie de l'autonomie de la volonté au motif que l'Homme, créé à l'image de Dieu qui l'a rendu libre, dispose d'une autonomie de volonté tant pour la gestion de ses biens que pour ses engagements. Cette liberté n'est toutefois pas absolue, limitée par les concepts de vices du consentement, le formalisme exigé par les autorités ou l'immoralité de l'objet du contrat.
Considérant, suivant l'opinion de Luis de Molina, que les contrats ont été instaurés dans un but d'utilité commune, les théologiens et juristes salmantins considéraient que le droit naturel ne pouvait tolérer qu'une partie puisse être privilégiée. Afin de permettre l'application de ce principe de justice commutative, ils développèrent l'idée d'un juste prix (voir ci-dessous la section « Valeur et prix »). Toute violation de ce principe entrainait ainsi une lésion pour une partie, et donc un enrichissement sans cause, une infraction au septième commandement et un péché pour l'autre. Seule la restitution de l'indû pouvait permettre d'obtenir l'absolution et ramener l'équilibre du contrat.

## Économie

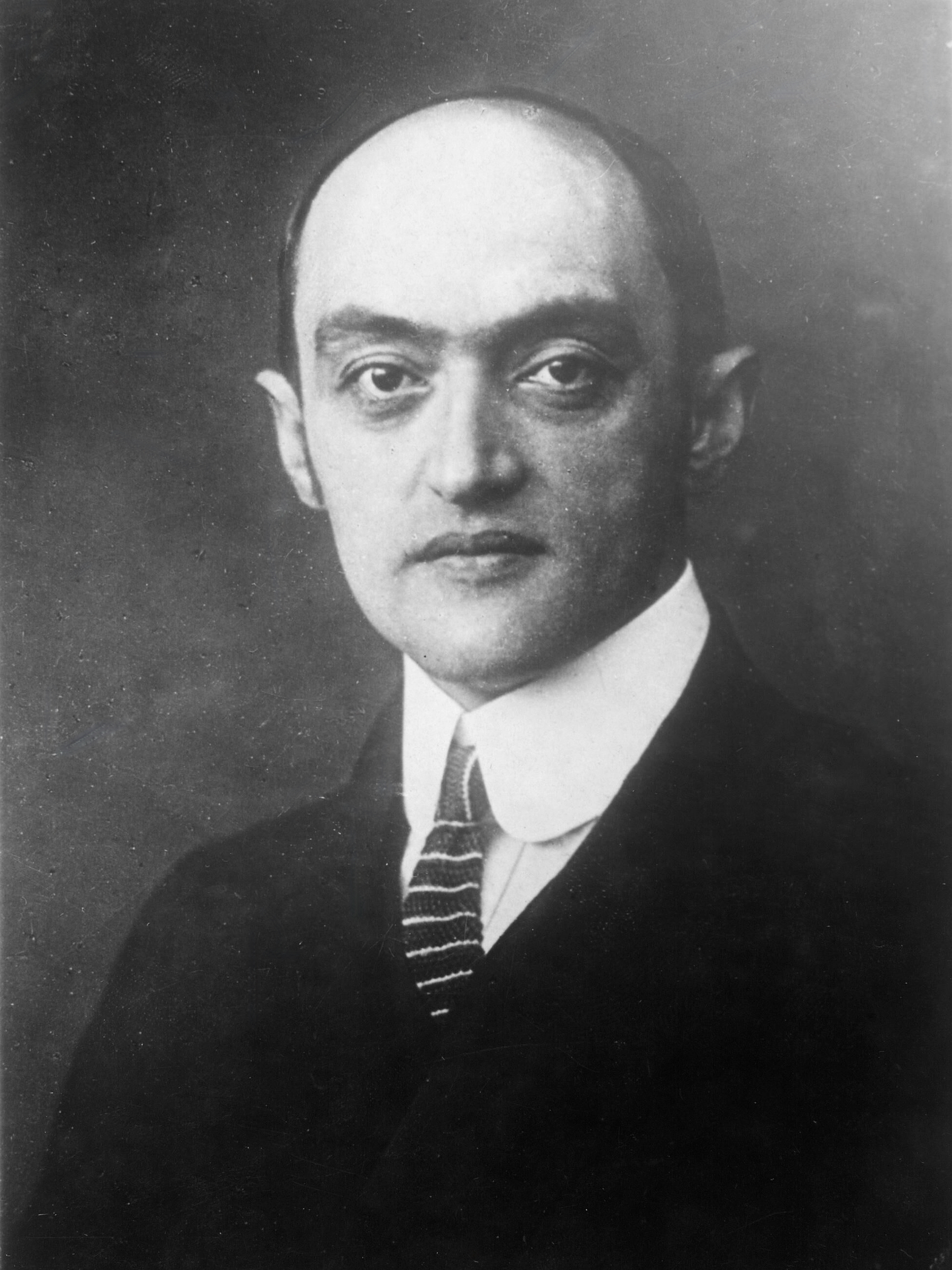
Alois Schumpeter

La consécration finale de la dénomination des économistes de l'École de Salamanque a été donnée par Joseph Schumpeter dans son Histoire de l'analyse économique (1954), même si beaucoup d'historiens économiques avaient déjà employé cette dénomination avant lui. Schumpeter a étudié la doctrine scolastique en général et espagnole en particulier, et a fait l'éloge du haut niveau des sciences économiques en Espagne au XVIe siècle. Selon lui cette école a été le groupe qui mérite le plus le titre de fondateurs des sciences économiques. L'École de Salamanque n'est pas arrivée à élaborer une doctrine économique complète, mais a établi les premières théories économiques modernes en se confrontant aux nouveaux problèmes qui étaient apparus.
Malheureusement, il n'y eut pas de prolongement après la fin du XVIIe siècle, et beaucoup de ces contributions ont fini par être oubliées, pour être re-découvertes dans les décennies suivantes. Bien qu'il n'y ait pas eu d'influence directe, l'École de Salamanque a souvent été comparée à l'École autrichienne ; Murray Rothbard qualifie ses représentants de « proto-Autrichiens » dans son livre An Austrian Perspective on the History of Economic Thought (en).

### Antécédents
En 1517 Francisco de Vitoria, qui se trouvait alors à La Sorbonne, a été consulté alors par des commerçants espagnols établis à Anvers quant à la légitimité morale de commercer pour s'enrichir. D'un point de vue actuel, c'était une interrogation sur l'esprit d'entreprise. Dès lors, Vitoria et d'autres théologiens prêtèrent une attention aux affaires économiques. Ils s'éloignèrent des positions médiévales déjà désuètes et essayèrent de les remplacer par de nouveaux principes tirés de la loi naturelle. L'ordre naturel repose sur la liberté de circulation des personnes, biens et idées, de sorte que les hommes puissent se connaître entre eux et augmenter leurs sentiments de fraternité. Ceci impliquait que les commerçants non seulement n'étaient pas moralement réprouvables, mais menaient à bien un important service pour le bien-être général.

### Propriété privée

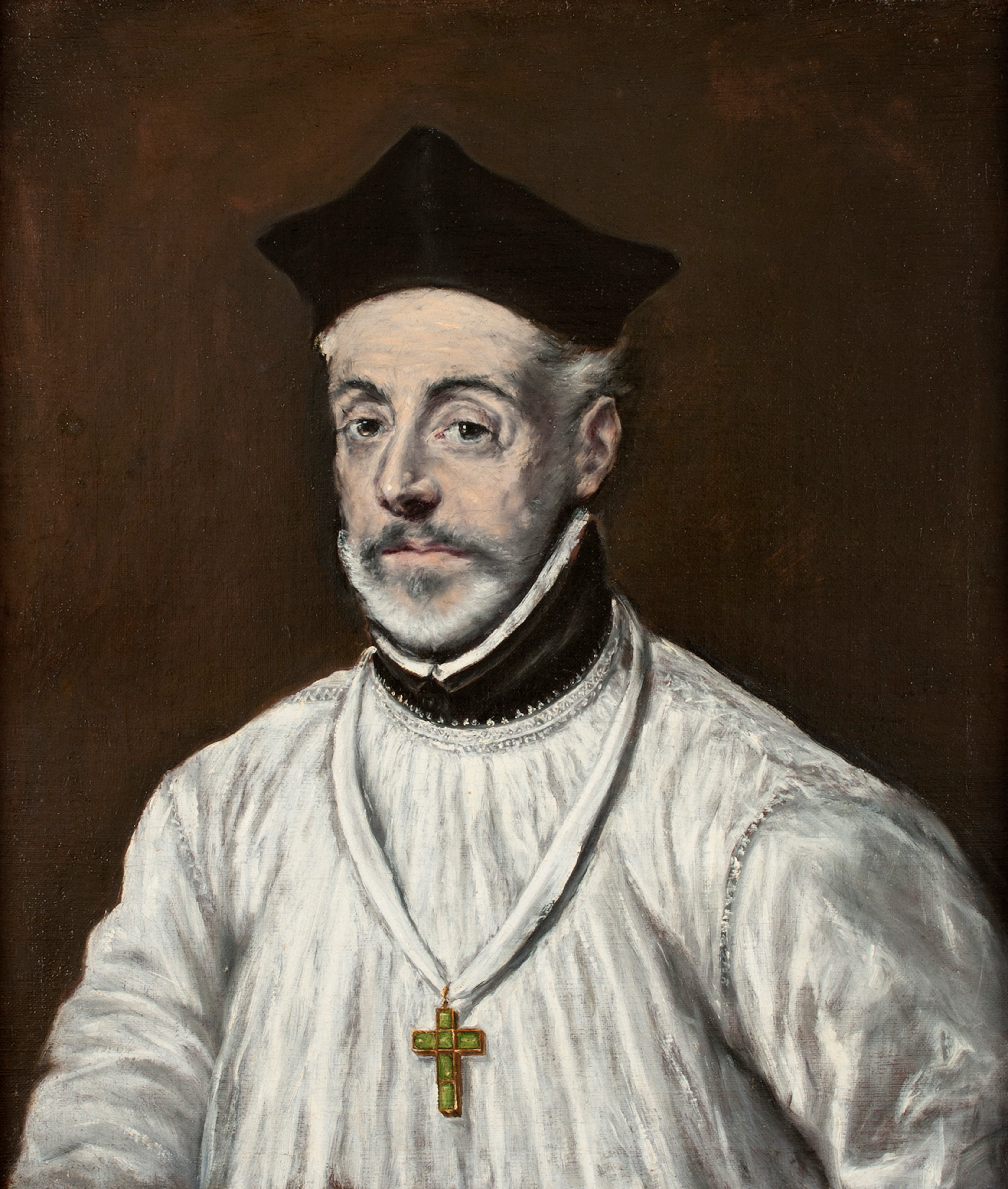
Diego de Covarrubias

Avec la floraison des ordres mendiants au XIIIe siècle se développa un mouvement qui, chaque fois avec davantage de force, insistait sur la pauvreté et la fraternité des hommes, en déplorant l'accumulation de richesses par l'Église. Les ordres mendiants considéraient la possession de biens et la propriété privée comme, au moins, moralement répréhensibles. Face à eux les dominicains en général, et Thomas d'Aquin en particulier, défendaient que la propriété privée est une institution humaine moralement neutre.
Les membres de l'École de Salamanque considéraient que la propriété a pour effet bénéfique de stimuler l'activité économique, et donc le bien-être général. Diego de Covarrubias (1512-1577) considérait que les propriétaires avaient non seulement droit de propriété sur le bien, mais aussi, ce qui est déjà une caractéristique moderne, avaient droit exclusif aux bénéfices qui pourraient dériver du bien, même si ceux-ci pourraient profiter à la Communauté. De toute manière, en période de grande nécessité tous les biens sont communs.
Luis de Molina (1535-1601) l'a considéré comme une institution aux effets pratiques positifs puisque, par exemple, les biens étaient mieux entretenus par un propriétaire que s'ils étaient la propriété commune.

### Valeur et prix
De par leurs réflexions sur la moralité de l'économie et sur le respect du principe d'équité dans les relations contractuelles (voir ci-dessus la section "Droit des contrats"), les membres de l'École de Salamanque furent souvent confronté à la notion de valeur. C'est ainsi qu'en constatant l'effet de l'arrivée de métaux précieux depuis les Amériques, à savoir la baisse de la valeur de ceux-ci et la montée des prix, Martín d'Azpilcueta émit l'idée d'une valeur-pénurie, première formulation d'une théorie quantitative de la monnaie.
Le juste prix d'un bien, celui qui permettra de respecter la justice commutative, dépend de nombreux éléments : il dispose d'une certaine latitude car il est le résultat non de la volonté divine ou du travail nécessaire pour le produire, mais de la commune estimation des hommes (communis aestimatio hominum). Il n'est toutefois pas toujours le prix du marché, en ce que les autorités publiques doivent se montrer capables d'assurer le bien commun en gelant les prix, particulièrement pour les biens de première nécessité ou dans les situations de monopoles.
L'idée d'une intervention de l'autorité de l'économie, surnommé arbitrisme, ne fut toutefois pas jugée opportune par tous les membres de l'École de Salamanque. Si certains comme Domingo de Soto et Tomás de Mercado approuvent cette politique et déclarent que le prince est plus digne de confiance que le marchand désireux de profits, d'autres comme Luis de Molina, Leonardus Lessius et Juan de Lugo l'estiment malvenue en craignant la corruption et le favoritisme qui pourraient en découler.

### Intérêt
L'« usure » (comme on nommait à cette époque tout prêt à intérêt) avait toujours été très mal vue par l'Église. Le deuxième concile du Latran avait condamné le remboursement d'une dette à une valeur supérieure au capital prêté ; le concile de Vienne avait explicitement interdit l'usure et avait qualifié d'hérétique toute législation qui la tolérerait ; les premiers scolastiques réprouvaient l'encaissement d'intérêt. Dans l'économie médiévale, les prêts étaient la conséquence de la nécessité (mauvaise récolte, incendie dans un atelier...) et, dans ces conditions, il ne pouvait pour le moins qu'être moralement répréhensible de percevoir un intérêt pour cela.
À la Renaissance, la plus grande mobilité des personnes a rendu propice le développement du commerce et l'apparition de conditions favorables pour que des entrepreneurs entament de nouvelles et lucratives affaires. Puisque le prêt n'était déjà plus pour l'autoconsommation mais pour la production, il ne pouvait pas être considéré sous un autre angle. L'École de Salamanque trouva diverses raisons pour justifier la perception d'un intérêt. Ainsi, la personne qui recevait le prêt obtenait un bénéfice au prix de l'argent obtenu. D'autre part l'intérêt pouvait être considéré comme une prime pour le risque qu'avait le prêteur de perdre son argent. Mais aussi comme la compensation d'un manque à gagner, puisque le prêteur perdait la possibilité d'utiliser l'argent à autre chose. Finalement — et c'est une des contributions les plus originales — l'argent en venait à être considéré comme une marchandise dont on pouvait recevoir un bénéfice (l'intérêt).
Martín d'Azpilcueta prit le temps en considération. À conditions égales, il est préférable de recevoir une somme immédiatement que de la recevoir dans le futur. L'intérêt compense donc pour le temps pendant lequel on n'a pas eu l'argent à sa disposition.

## Théologie
Au cours de la Renaissance la théologie était en décadence face à l'humanisme triomphant, ainsi que la scolastique transformée en méthodologie vide et routinière. L'Université de Salamanque a conduit spécialement, à la suite de Francisco de Vitoria, Domingo de Soto et Melchor Cano un renouveau de la théologie comme la renaissance du thomisme, qui a influencé la vie culturelle en général et d'autres universités européennes. L'apport fondamental de l'École de Salamanque à la théologie est peut-être l'étude de problèmes beaucoup plus proches des hommes, qui avaient été précédemment ignorés, outre l'étude de questions jusqu'alors inconnues. On utilisait parfois le terme  « théologie positive » pour souligner son caractère pratique face à la  « théologie scolastique ».

### Morale

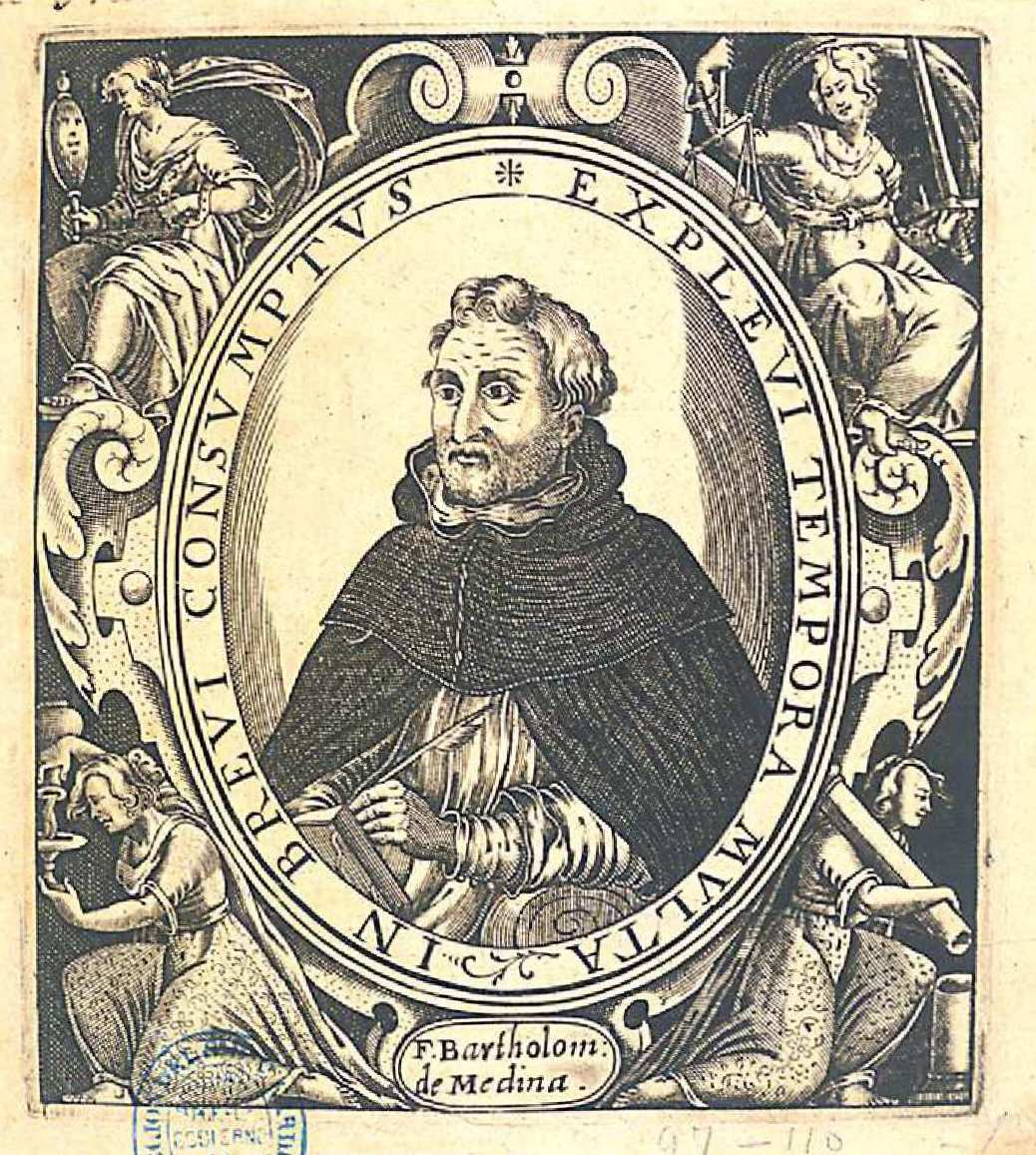
Bartolomé de Medina

À une époque où la religion (catholicisme, judaïsme,calvinisme, islam...) imprégnait tous les domaines de la vie humaine, analyser la moralité des actes était l'étude la plus pratique et utile qui pouvait être faite pour servir la société. C'est ainsi que les contributions nouvelles ont été poussées jusqu'au droit et à l'économie par l'École de Salamanque ne sont pas dans leurs origines mais analyses concrètes des défis et des problèmes moraux imposés à la société par les situations nouvelles.
 C'est-à-dire que la morale ne dépend pas de Dieu. Ceci s'avérait particulièrement important pour les relations avec les païens, puisque le fait qu'ils ne soient pas chrétiens n'impliquait pas qu'ils ne soient pas bons.
Au fil des ans on a obtenu une casuistique de réponses devant des dilemmes moraux. Mais comme une casuistique ne pouvait jamais être complète, on a aussi cherché une règle ou un principe plus général. À partir d'ici a commencé à être déjà développé le « probabilisme », où le dernier critère n'était pas la vérité, mais la sécurité de ne pas mal choisir. Développé principalement par Bartolomé de Medina et poursuivi par Gabriel Vázquez et Francisco Suárez, le probabilisme s'est transformé en école morale la plus importante des siècles suivants.

### PolémiqueDe auxiliis
Cette polémique entre Jésuites et Dominicains a été un conflit — qui a été résolu à la fin du XVIe siècle — sur la tolérance et la prédestination, c'est-à-dire, comment peut-on concilier la liberté humaine avec l'omniscience de Dieu. En 1582 le Jésuite Prudencio de Montemayor et le frère Luis de León ont discouru publiquement sur la liberté humaine. Domingo Báñez a considéré qu'ils lui donnaient un poids excessif et qu'ils avaient employé des termes qui sonnaient de manière hérétique, c'est pourquoi il les a accusés devant le Saint Office de pélagianisme. Cette doctrine portait aux nues la libre volonté humaine au détriment du péché originel et de la tolérance accordée par Dieu. Le résultat a été que Prudencio Montemayor et le frère Luis de Leon durent quitter l'enseignement et on leur interdit de défendre ces idées.
Báñez a été accusé devant le Saint-Office par le frère Luis de León de commettre l'erreur de Luther. Selon cette doctrine, qui vient de Saint Augustin et qui est très présente aux origines du protestantisme, l'homme est corrompu à la suite du péché originel et il ne peut pas être sauvé par ses mérites propres, mais seulement si Dieu accorde sa grâce. Báñez a été expulsé.
Toutefois ceci n'a pas mis un terme à la polémique, qui a continué avec Luis de Molina et son Concordia liberi arbitrii cum gratiae donis (1588). Celle-ci a été considérée comme la meilleure expression de la position des Jésuites. La polémique s'est poursuivie pendant des années, y compris une tentative des Dominicains pour que le Pape Clément VIII condamne la Concordia de Molina. Finalement Paul V en 1607 a reconnu la liberté des Jésuites et des Dominicains à défendre leurs idées, en interdisant que les unes ou les autres soient qualifiées d'hérésie.

### Existence du mal dans le monde
Vitoria a fourni une image nouvelle de la divinité pour essayer d'expliquer la présence de mal dans le monde. L'existence du mal rendait difficile de croire que Dieu puisse être à la fois infiniment bon et infiniment puissant. Vitoria a expliqué ce paradoxe en faisant appel à la libre volonté, ou libre arbitre de l'homme. Puisque la liberté est accordée par le même Dieu à chaque homme, il n'est pas possible que l'homme agisse en choisissant toujours le bien. La conséquence est que l'homme peut volontairement provoquer le mal.

## Membres
Au vu du nombre important de personnalités rattachées à l'École de Salamanque, les chercheurs distinguent trois groupes.
Le premier groupe contient les élèves directs de Francisco de Vitoria, et ceux ayant bénéficé de l'enseignement de ces-derniers.
- Arias Piñel (1512-1563)
- Antonio de Padilla y Meneses (-1580)
- Bartolomé de Albornoz (1519-1573)
- Bartolomé de Medina (1527-1581)
- Diego de Chaves (1507-1592)
- Diego de Covarrubias (1512-1577)
- Diego Pérez de Mesa (1563-1632)
- Domingo Báñez (1528-1604)
- Domingo de Soto (1494-1560)
- Fernán Pérez de Oliva (1494-1531)
- Francisco de Vitoria (1492-1546)
- Francisco Sarmiento de Mendoza (1525-1595)
- Francisco Suárez (1548-1617)
- Gregorio de Valencia (1549-1603)
- Jerónimo Muñoz (1520-1591)
- Juan de Horozco y Covarrubias (1540-1610)
- Juan de la Peña (1513-1565)
- Juan de Matienzo (1520-1579)
- Juan de Ribera (1532-1611)
- Juan Gil de la Nava (-1551)
- Leonardus Lessius (1554-1623)
- Luis de León (1527-1591)
- Martín de Azpilcueta (1492-1586)
- Martín de Ledesma (1509-1574)
- Melchor Cano (1509-1560)
- Pedro de Sotomayor (1511-1564)
- Tomás de Mercado (1523-1575)

Le deuxième groupe reprend les personnalités contemporaines sans rapport avec l'enseignement de Vitoria, mais qui se rattachent au mouvement intellectuel de l'École de Salamanque.
- Alonso de Veracruz (1507-1584)
- Cristóbal de Villalón (-1588)
- Fernando Vázquez de Menchaca (1512-1569)
- Francisco Cervantes de Salazar (-1575)
- Juan de Lugo y Quiroga (1583-1660)
- Juan de Salas (1553-1612)
- Luis de Molina (1535-1600)
- Pedro de Aragón (1545-1546)
- Pedro de Valencia (1555-1620)

Le troisième groupe reprend les personnalités influencées directement par les doctrines de l'École de Salamanque.
- Antonio de Hervías (-1590)
- Bartolomé de Carranza (1503-1576)
- Bartolomé de las Casas (1484-1566)
- Cristobal de Fonseca (1550-1621)
- Domingo de Salazar (1512-1594)
- Domingo de Santo Tomás (1499-1570)
- Gabriel Vázquez (1549-1604)
- Gómez Pereira (1500–1567)
- Juan de Mariana (1536-1624)
- Juan de Medina (es) (1489-1545)
- Juan Pérez de Menacho (1565-1626)
- Luis de Alcalá (1490-1549)
- Luis Saravia de la Calle (?)
- Miguel Bartolomé Salón (1539-1621)
- Pedro de Fonseca (1528-1599)
- Pedro de Oñate (1567-1646)
- Rodrigo de Arriaga (1592-1667)